# Логід (острів)
Логід (англ. Lougheed Island) — острів Канадського Арктичного архіпелагу. Належить до Островів Королеви Єлизавети та до групи островів Свердруп. Станом на 2012 рік — безлюдний.

## Географія

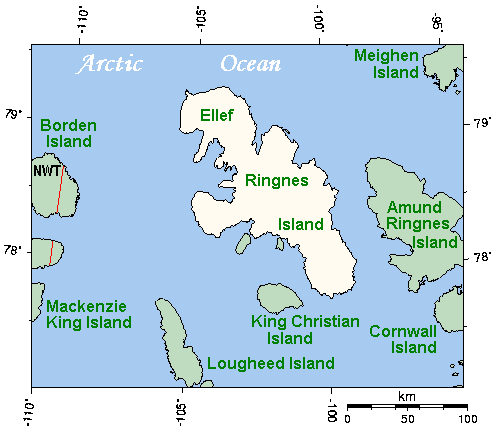
Острови Еллеф-Рінгнес, Кінг-Крістіан і Логід (у нижній частині карти)

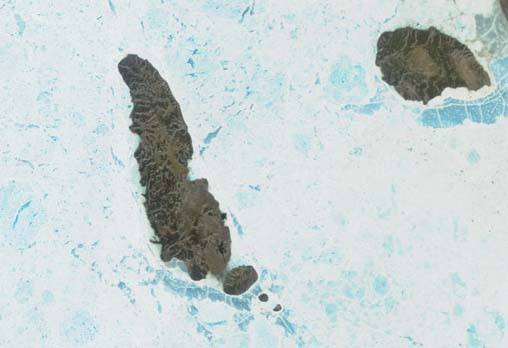
Острови Логід (ліворуч) та Кінг-Крістіан (праворуч). Аерокосмічний знімок NASA

Острів лежить у південно-західній частині Островів Королеви Єлизавети в центрі моря Густава-Адольфа, що лежить між великими островами Еллеф-Рінгнес, Батерст, Мелвілл, Маккензі-Кінг. Острів Еллеф-Рінгнес розташований за 68 км на північний схід від острова Логід (через протоку Маклейн), острів Камерон, що входить до прибережної групи острова Батерст — за 51 км на південь (через протоку Десбаратс, острів Мелвілл — за 94 км на південний захід, острів Маккензі-Кінг — за 95 км на північний схід (через протоку Гейзен) і острів Кінг-Крістіан — за 67 км на північний схід.
Площа острова становить 1308 км². Довжина берегової лінії — 246 км. Острів має витягнуту форму, його довжина — 82 км, найбільша ширина — 28 км (у південній частині). Рельєф переважно низький і підвищується від низовинної берегової смуги до горбистої рівнини з висотами від 60 до 110 м у внутрішній частині острова.
Найбільший острів у витягнутій в лінію групі з п'яти островів, відомій як Фіндлі (Findlay Group). До складу групи входять: острів Паттерсон (найпівденніший у ланцюгу островів), острів Гросвенор, острів Едмунд-Вокер (найбільший у групі після острова Логід) і острів Стапарт (найближчий до острова Логід).

## Історія
Назву групі островів дав 1853 року Джордж Генрі Річардс на честь англійського картографа Д. Г. Фіндлі. Сам острів назвав Вільялмур Стефансон 1916 року під час Канадської арктичної експедиції 1913—1916 років. Він пробув на острові кілька місяців і навіть виявив там родовище вугілля, що виходить на поверхню.
1994 року Лері Ньюїтт з Геологічної служби Канади і Чарльз Бартон з Австралійської організації геологорозвідки заснували на острові, поблизу передбаченої позиції Північного магнітного полюса, тимчасову магнітну обсерваторію для дослідження короткострокових коливань магнітного поля Землі.